# Jean Gilles Joseph Gerbaud
Jean Gilles Joseph Gerbaud est un homme politique français né le 1er décembre 1762 à Chénérailles (Creuse) et mort le 15 juillet 1818 à Aubusson (Creuse).

## Biographie
Médecin à Aubusson, il est député de la Creuse de 1815 à 1816, siégeant dans la majorité de la Chambre introuvable.

## Sources
- « Jean Gilles Joseph Gerbaud », dans Adolphe Robert et Gaston Cougny, Dictionnaire des parlementaires français, Edgar Bourloton, 1889-1891 [détail de l’édition]